# Pándy András
Pándy András (Csap, Csehszlovákia, 1927. június 1. – Brugge, 2013. december 23.) magyar származású elítélt belga sorozatgyilkos. Két feleségének és négy gyermekének megölése miatt életfogytiglani börtönbüntetésre ítélték. Elfogására akkor került sor, mikor lánya és volt szerelme, Ágnes beismerte, hogy legalább öt gyilkosságban ő is részt vett. Belgiumban segédlelkészként tevékenykedett, ezért a belga sajtóban „Vader blauwbaard” (Kékszakáll atya) a magyar sajtóban „Pándy atya” néven emlegették.

## Eltűnések
Pándy első feleségét, Sőrés Ilonát 1957-ben ismerte meg. A kommunizmus térnyerésével egy időben Magyarországról Belgiumba menekültek. Ágnes lányuk egy évvel később, két fiuk, Dániel és Zoltán pedig 1961-ben, illetve 1966-ban születtek. Mikor egy évvel később Pándy hűtlenséggel vádolta meg Ilonát, elváltak. Ilona elhagyta a lakást, és magával vitte két fiát, de lányát, aki nem sokkal ezt követően vérfertőzés áldozata lett, az apánál hagyta.
Az 1970-es évek elején társkereső ügynökségeken keresztül más nőkkel is elkezdett randevúzni, akiknek gyakran álnevet és nem valódi foglalkozást adott meg. Hirdetéseiben gyakran emlegetett európai nászutat. Az évtized végén ismét elment Magyarországra, ahol második feleségével, Fintor Edittel találkozott. Ő házas asszony volt, három gyermek édesanyja. A három lány Tünde, Tímea és Andrea volt. Pándy elcsábította az asszonyt, s volt férje szerint lényegében megszöktette Belgiumba.
Az eltűnések 1986-ban kezdődtek, ekkor második felesége, Edit és az akkor 13 éves gyermeke, Andrea tűnt el. Pándy azt mondta Edit szerelmének, hogy Németországba mentek. 1988-ban volt felesége és fia tűnt el. Pándy először azt mondta, hogy Franciaországba, később, hogy Dél-Amerikába utaztak. Végül, miután Ágnest gyermekeivel elküldte nyaralni, Tündének is nyoma veszett. Pándy azt mondta, kidobta őt a házából.

## Ágnes vallomása
Ágnes 1997 novemberében tört meg. A rendőrségen beismerte, hogy része volt eltűnt rokonainak meggyilkolásában. Állítása szerint egyedül ő felelős édesanyja meggyilkolásáért, és részt vett Dániel, Zoltán és Andrea kivégzésében is. (Tünde esetét nem említette.) Két esetben le is írta, hogyan történtek az események. Egy marokfegyverrel lelőtték az áldozatot, majd egy tompa tárggyal a fejét ütötték. A holttesteket ezt követően az alagsorban savba áztatták, részben pedig a helyi mészárszékre vitték.

### Tímea megmenekülése
1984-ben Pándy megpróbált szexuális kapcsolatot létesíteni mostohalányával, Tímeával is. A lány nemi erőszak nyomán terhes is lett Pándytól, s egy fiút szült. Ágnes Tímeát féltékenységből megpróbálta úgy agyonverni, ahogy ezt a többiekkel tették, de megijedt. Tímea elhagyta a házat, és hamarosan Kanadába emigrált, onnét levélben értesítette anyját, hogy fia mostohaapjától származik.

## Letartóztatása, tárgyalása és büntetése
Pándyt 1997. október 16-án, azon a napon tartóztatták le, mikor egy másik belga sorozatgyilkos, Marc Dutroux bűnösségét kimondták. Az eset világszerte médiaérdeklődést váltott ki, főleg mikor Pándy érzelemmentes arccal fogadta az ítéletet. Pándyt életfogytig tartó szabadságvesztésre ítélték. Mikor betöltötte 80. életévét, a börtön illetékesei hivatalosan kezdeményezték öregek otthonába szállítását. Pándy végül sose hagyta el börtönét, a rácsok mögött hunyt el 86 éves korában.